# J.O.スタヂオ
J.O.スタヂオ（ジェー・オー・スタヂオ、1933年 設立 - 1937年 合併）は、かつて昭和初期に京都に存在した日本の映画会社である。東宝の前身の一つ。京都の太秦蚕ノ社前（現・大日本印刷太秦工場付近）に映画スタジオをもつ。本項ではその後身である東宝映画京都撮影所（1937年 - 1941年）についても記す。

## 略歴・概要
大正時代、京都の輸入商、大沢商会は米国の映画撮影機ベル・ハウエルおよびプリンターを輸入し、松竹や日活などの映画会社や官公庁に販売し、「極東総代理店」を掲げていた。
大沢商会の大澤善夫社長は、大正14年に米国プリンストン大学を卒業後、欧米を巡って映画事情を視察・研究。同社の写真部部員、熊沢甚之助を米国ペンシルバニア大学に留学させ、来るべき日本映画のトーキー化に備えた。
1928年（昭和3年）、大沢は、ペンシルバニア大学を卒業した熊沢とともに欧米視察から帰国。ドイツのアグファフィルムの直輸入を始め、京都・太秦蚕ノ社前に現像所を建てる。
大沢は日活太秦撮影所所長池永浩久にトーキー装置を持ち込み、共同提携案を売り込むが、社内のお家騒動で池永が退社。ウェスタン・エレクトリック採用論者である中谷貞頼派が実権を握り、大沢は日活との交渉を断念。トーキー設備の新設には50万円（当時）の資金が必要であり、大沢はこれだけの資金を捻出できる映画会社は皆無であると判断して、自らトーキー・スタヂオを建設し、映画会社にこれを貸し出す事業に乗り出す。
1932年（昭和7年）10月、大沢は蚕ノ社前の現像所に合わせ2千坪（6,600㎡）の土地を買収、撮影所を建設開始。
1933年（昭和8年）、貸スタヂオが完成。これを「株式会社J.Oスタヂオ」とする。「J.O」の名称の由来は、「ジェンキンス・システム」のトーキーによる映画製作に因んだもので、「J」はジェンキンスの「J」、「O」は大沢商会の「O」である。大沢商会写真部部長上野奎司、小山又右衛門、熊沢甚之助の三者を呼んで経営に当たらせ、大沢は常務として直接指揮に当たった。
撮影所顧問には、日活京都撮影所長を退社していた池永浩久を迎え、池永は映画製作会社太秦発声映画をJ.O.スタヂオ内に設立、昭和9年より日活との提携作品を製作開始した。また、「J.O映画製作所付属J.O俳優養成所」と、アニメ制作室を併設。
続いて、J.Oスタヂオと同じ昭和8年に東京世田谷砧村に創立されたピー・シー・エル映画製作所（P.C.L）が、大沢商会と結んで本格的な映画製作を開始する。翌1934年（昭和9年）、円谷英二が撮影技師主任として入社。
1935年（昭和10年）1月、『百万人の合唱』（富岡敦雄監督）公開。同年、スタヂオ第二回作品『かぐや姫』（演出：田中善次郎）公開。政岡憲三と円谷英二が人形アニメーションを共同演出した。
1936年（昭和11年）3月、『小唄礫 鳥追お市』（円谷英二監督）公開。同年、P.C.Lとの提携を受けて「太秦発声」がJ.Oでの映画製作を中止。「J.O俳優養成所」では五千人からのオーディションを行い、津島和雄、井上忠実、大方志郎、会津靜雄（三田進）、花沢徳衛、山島秀治、板倉与志雄（佐山亮）、沼崎勲、工藤城治郎の9人の研究生が俳優課の幹部候補生に選ばれる。
1937年（昭和12年）、初の日独合作映画『新しき土』を製作。この間、大河内傳次郎や原節子などの他社のスターが移籍、同年4月に解散したマキノトーキーの監督、久保為義も移籍加入した。J.O.スタヂオ技術者として渡支した菱刈隆文が北支事変にて航空機に乗り北京上空から20万枚の宣戦布告ビラを撒いた。

### 東宝映画京都撮影所となる
1937年（昭和12年）8月26日、J.O.スタヂオは、東京砧のピー・シー・エル映画製作所、東宝映画配給、写真化学研究所の3社と合併、東宝映画株式会社が設立される。J.O.スタヂオは「東宝映画京都撮影所」、P.C.Lが同東京撮影所（現・東宝スタジオ）となった。森岩雄の招きで、円谷英二は砧の東京撮影所へ移籍。
当初は東京撮影所が現代劇、京都撮影所（J.O）が時代劇という制作分担だったが、東京の施設を拡充、時代劇も東京が製作するようになり、京都撮影所は東京撮影所の補助となる。
1938年（昭和13年）2月に今井映画製作所を吸収。
1941年（昭和16年）9月19日に閉鎖。跡地は大日本印刷 京都工場となっている。

## エピソード
J.O.スタヂオには他社に見られない異色の「漫画（アニメ）室」があり、当時市川崑がアニメーターとして籍を置いていた。黒川弥太郎は市川が盥一杯の水道水でセル画の絵の具を洗い落としているのを見かけたという。

## 主なスタッフ
プロデューサー
- 森田信義
- 小山一夫

監督
- 石田民三
- 伊丹万作
- 並木鏡太郎
- 大谷俊夫
- 中川信夫
- 土肥正幹
- 斎藤寅次郎
- 岸松夫
- 岡田敬
- 今井正
- 伏水修

撮影技師
- 円谷英二※撮影部主任
- 平野好美
- 三村明
- 山崎一夫
- 友成達也
- 立花幹也
- 安本淳
- 玉井正夫

アニメーター
- 政岡憲三
- 田中喜次
- 市川崑